# Volkswagen 2,5 (5 cyl.) (benzin)
Den 5-cylindrede benzinmotor på 2,5 liter fra Volkswagen blev anvendt i Volkswagen T4.

## Tekniske data
|                                              | AAF                            | ACU                            | AET                            | APL                            | AVT                            |
| -------------------------------------------- | ------------------------------ | ------------------------------ | ------------------------------ | ------------------------------ | ------------------------------ |
| Antal cylindre                               | 5 i række                      | 5 i række                      | 5 i række                      | 5 i række                      | 5 i række                      |
| Antal knastaksler (overliggende, kædedrevne) | 1                              | 1                              | 1                              | 1                              | 1                              |
| Antal ventiler pr. cylinder (total)          | 2 (10)                         | 2 (10)                         | 2 (10)                         | 2 (10)                         | 2 (10)                         |
| Slagvolumen (cm3)                            | 2461                           | 2461                           | 2461                           | 2461                           | 2461                           |
| Boring (mm)                                  | 81,0                           | 81,0                           | 81,0                           | 81,0                           | 81,0                           |
| Slaglængde (mm)                              | 95,5                           | 95,5                           | 95,5                           | 95,5                           | 95,5                           |
| Kompressionsforhold                          | 8,5:1 eller 9,0:1              | 10,0:1                         | 10,0:1                         | 10,0:1                         | 10,0:1                         |
| Max. effekt kW (HK) ved/ O pr min            | 81 (110) / 4500                | 81 (110) / 4500                | 85 (116) / 4500                | 85 (116) / 4500                | 85 (116) / 4500                |
| Moment Nm ved/ O pr min                      | 190 / 2200                     | 190-195 / 2200                 | 200 / 2200                     | 200 / 2200                     | 200 / 2200                     |
| Fødesystem                                   | Multipoint benzinindsprøjtning | Multipoint benzinindsprøjtning | Multipoint benzinindsprøjtning | Multipoint benzinindsprøjtning | Multipoint benzinindsprøjtning |
| Oliekapacitet (liter)                        | 5,5                            | 5,5                            | 5,5                            | 5,5                            | 5,5                            |
| Anvendt fra-til                              | 1990-1994                      | 1994-1997                      | 1997-2003                      | 1997-2003                      | 1997-2003                      |